# Filles de Saint-Paul
Pour les articles homonymes, voir FSP.

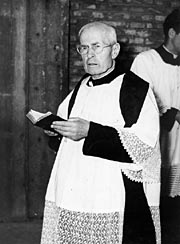
Jacques Alberione

Tecla Merlo

Les Filles de Saint-Paul (F.S.P.) forment une congrégation religieuse de droit pontifical, fondée en 1922 en Italie par le Père Giacomo Alberione et sœur Tecla Merlo. Son but est de répandre l'Évangile par la presse et les nouveaux moyens de communication. Avec quatre autres congrégations, elles font partie de la Famille paulinienne. 

## Histoire
En 1914, le Père Giacomo Alberione lance une audacieuse œuvre d'apostolat en se servant de la presse pour propager l'Évangile et la doctrine de l'Eglise, afin de toucher un public plus large. Rejoint par des jeunes hommes, avec qui il donnera naissance à la Société de Saint-Paul, il décide de créer une branche féminine. C'est avec la collaboration de Tecla Merlo, âgée de 20 ans, qu'il jette les bases de l'institut des Filles de saint Paul. Le 22 juillet 1922 une dizaine de jeunes filles émettent leur profession religieuse. Grâce à l'énergie de sœur Tecla, devenue supérieure générale, et de ses nombreux voyages à travers le monde, la jeune congrégation comptera 24 maisons et 2 000 religieuses répandues à travers cinq continents en 1964. 
L'institut des Filles de saint Paul est érigé en congrégation diocésaine le 15 mars 1929 par l'évêque d'Alba. Elle reçoit un décret de louange le 13 décembre 1943 et enfin l'approbation définitive par le Saint-Siège le 15 mars 1953. 

## Activité et diffusion
Les Filles de saint Paul se dédient à l'apostolat de la presse : elles possèdent les maisons d'éditions saint Paul, gèrent des librairies, des agences de distribution, de publicité, des centres multimédias et propagent l'évangile à travers des réseaux sociaux tels que Facebook, twitter ou encore snapchat. 
Elles sont présentes en Europe : Italie, France, Espagne, Portugal, Allemagne, République tchèque, Pologne, Royaume-Uni, Roumanie, Russie et Suisse. Mais aussi en Amérique : Argentine, Bolivie, Brésil, Canada, Chili, Colombie, République dominicaine, Equateur, Mexique, Paraguay, Pérou, Porto Rico, États-Unis, Uruguay et Venezuela. Encore en Afrique : Angola, Congo, Côte d'Ivoire, Guinée équatoriale, Kenya, Madagascar, Mozambique, Nigeria, Afrique du Sud, Soudan, Tanzanie, Ouganda et Zambie. Et enfin en Asie : Corée du Sud, Philippines, Japon, Hong Kong, Inde, Macao, Malaisie, Pakistan, Singapour, Taïwan et Thaïlande et en Océanie : Australie et Papouasie-Nouvelle-Guinée.
Au 31 décembre 2005, la congrégation compte 2 566 religieuses, réparties en 249 maisons.

### Articles liés
- Ordres religieux par ordre alphabétique
- Liste des congrégations catholiques
- Histoire des congrégations chrétiennes
- Famille paulinienne